# Augusto Olímpio
Augusto Olímpio de Moraes Guimarães Neto (Vitória, 18 de novembro de 1943 – Rio de Janeiro, 7 de janeiro de 1993) foi um ator, roteirista, diretor, produtor e apresentador brasileiro. Augusto desenvolveu toda a sua carreira como contratado da Rede Globo.

## Biografia
Em 1973 participou do programa Chico City e logo passou a atuar em telenovelas e humorísticos. Fez o divertido Cabo Ananias, funcionário da delegacia na novela "O Bem Amado".
Durante toda a década de 80, integrou o elenco do humorístico Os Trapalhões
Sempre atuando em papéis cômicos, Augusto Olímpio participou da série "Azambuja e Cia" e das novelas "Saramandaia", "Duas Vidas", "Maria, Maria", "Sinal de Alerta", "Cabocla", "Final Feliz", "Chega Mais" , "Sinhá Moça", Fera Radical " O Outro"; do seriado "O Bem Amado" e da minissérie "La Mamma", ao lado de Dercy Gonçalves.
No cinema, fez o filme dirigido por Jô Soares, "O Pai do Povo" e ainda "A Noiva da Cidade", "Amante Latino" e a primeira versão de "O Coronel e o Lobisomem", em 1979.
Seu último trabalho foi Minissérie As Noivas de Copacabana da Rede Globo em 1992.

### Morte
Augusto Olímpio morreu em 1993 vitimado por um câncer de próstata e na bexiga.

## Filmografia

### Televisão
| Ano     | Título                  | Personagem            | Notas                                 |
| ------- | ----------------------- | --------------------- | ------------------------------------- |
| 1992    | As Noivas de Copacabana | —                     |                                       |
| 1990    | Delegacia de Mulheres   | Mudinho               | Episódio: "Marcadas pelo Medo"        |
| 1990    | Tele Tema               | Murtinho              | Episódio: "Doce Vida"                 |
| 1990    | Gente Fina              | Morador de Copacabana | Participação Especial                 |
| 1990    | La Mamma                | Sinval "Boquinha"     |                                       |
| 1989    | Tieta                   | Morador de Esplanada  | Participação Especial                 |
| 1988    | Vida Nova               | Cupim                 |                                       |
| 1988    | Fera Radical            | Moraes "Cochicho"     |                                       |
| 1987    | Sassaricando            | Fumacinha             |                                       |
| 1987    | O Outro                 | Cavaquinho            |                                       |
| 1986    | Sinhá Moça              | Sacristão Bobó        |                                       |
| 1985    | O Tempo e o Vento       | Antero                |                                       |
| 1985    | Caso Verdade            | —                     | Episódio: "Eleição Imparcial"         |
| 1984    | Caso Verdade            | Fred                  | Episódio: "Um Homem Chamado Encrenca" |
| 1983    | A Turma do Pererê       | Compadre Tonico       |                                       |
| 1983    | Mário Fofoca            | Sequestrador          | Episódio: "Detetive pra Cachorro"     |
| 1982    | Final Feliz             | Soneca                |                                       |
| 1980    | O Bem-Amado             | Cabo Ananias          |                                       |
| 1980    | Chega Mais              | Romeu                 |                                       |
| 1979    | Cabocla                 | Chico                 |                                       |
| 1978    | Sinal de Alerta         | Rato                  |                                       |
| 1978    | Maria, Maria            | Capela                |                                       |
| 1977–90 | Os Trapalhões           | Vários personagens    |                                       |
| 1976    | Duas Vidas              | Oliveira              |                                       |
| 1976    | Saramandaia             | Hominho               |                                       |
| 1975    | Azambuja & Cia          | Pernambucano          |                                       |
| 1973    | O Bem-Amado             | Cabo Ananias          |                                       |
| 1973    | Chico City              | Beijoca               |                                       |
| 1972    | Bicho do Mato           | Leopoldo              |                                       |

### Cinema
| Ano  | Título                  | Personagem   |
| ---- | ----------------------- | ------------ |
| 1978 | O Coronel e o Lobisomem | —            |
| 1978 | A Noiva da Cidade       | —            |
| 1978 | Amante Latino           | Maquininha   |
| 1976 | O Pai do Povo           | Homem fértil |
| 1971 | Ipanema Toda Nua        | —            |

## Teatro
- 1968 - Ralé
- 1969 - Antígona
- 1969 - Os Doze Apóstolos do Cristo
- 1970 - O Jogo Perigoso
- 1971 - O Marido Vai à Caça
- 1974/1975 - Mais Quero Asno Que Me Carregue Que Cavalo Que Me Derrube
- 1979/1980 - A Calça: Cada Qual no Seu Lugar
- 1980/1983 - A Cama com Tudo em Cima
- 1983 - A Paixão de Cristo
- 1990 - A Filha da...